# Alvaro Barros-Lemez
Alvaro Barros-Lemez (* 6. Dezember 1945 in Montevideo, Uruguay; † 24. September 2004) war ein uruguayischer Journalist, Essayist, Dozent und Verleger.
Von 1966 bis 1994 war Barros-Lemez als Dozent an Universitäten in Uruguay (Universidad de la República), Peru, in den USA und Venezuela tätig. Während der in Uruguay herrschenden zivil-militärischen Diktatur befand er sich in diversen Ländern im Exil. 1981 erwarb er einen geisteswissenschaftlichen Abschluss (Licenciado en Letras) an der Universidad Central de Venezuela. Dem folgte 1984 der Master of Arts an der US-amerikanischen University of Maryland.
Für Barros-Lemez, der seit 1962 auf eine intensive Tätigkeit als Journalist auch auf internationaler Ebene zurückblicken konnte und in diesem Zusammenhang beispielsweise für Época, El Popular, Marcha, Extra und Ya schrieb, stehen zahlreiche Teilnahmen an internationalen Kongressen – beispielsweise in der Tschechoslowakei, Polen, den USA und Venezuela – zu Buche. Er war auch Gründungsdirektor des montevideanischen Verlags Monte Sexto und als solcher von 1985 bis 1995 tätig.
Zu Barros-Lemez Publikationen zählen, neben zahlreichen Veröffentlichungen in nationalen und internationalen Zeitschriften sowie Gemeinschaftswerken, bis zum Jahr 2003 29 Bücher.

## Veröffentlichungen (Auszug)
- 1973: Cuentos inéditos de Javier de Viana
- 1978: La televisión en América Latina
- 1983: Alzando el poncho. Relatos de Javier de Viana
- 1984: Angel Rama: Bibliografía sumaria
- 1985: Las voces distantes. Muestra de los creadores uruguayos de la diáspora 1973-1984
- 1986: Angel Rama: Bibliografía General Anotada
- 1986: Abraxas en el país de las pesadillas. La narrativa de Samuel Dashiell Hammett
- 1996: Las joyas de la abuela. Crónica de una asignatura pendiente
- 1997: 100 Años de la Estación Central
- 1999: Crónica de la Víspera, Roman
- 2000: Visión de Artigas
- 2001: Cimbrando de lazo